# 武隈祥太
武隈 祥太（たけくま しょうた、1989年11月24日 - ）は、北海道上川郡東神楽町出身の元プロ野球選手（投手）。左投左打。

## 経歴

### プロ入り前
小学5年時に東聖イーグルスで野球を始める。中学では旭川北稜球シニアに所属し、2004年に全国大会出場を経験した。
北海道旭川工業高等学校時代は、高校1年生の夏に甲子園に出場しているが登板はしていない。その際試合前の公式練習で三塁打を打ったと語っている。しかしながら3年間は甲子園はおろか全道大会のマウンド経験もなく、全国的にはまったく無名の選手であった。公式戦には8試合に登板し防御率1.23。
2007年5月29日、練習中に人差し指の第1関節部じん帯損傷・第2関節部骨折で全治5週間と診断された。しかし高圧酸素治療器などを使ったリハビリで回復に努め、チームを旭川地区代表決定戦まで導いた。6月26日の北海道旭川東栄高等学校戦では、8回で16三振を奪う好投を見せた。
2007年10月3日に行われた高校生ドラフト会議で、西武ライオンズから4巡目で指名を受けた。旭川工業高校は、1983年に星野伸之、2002年に鈴木貴志と過去2人の左投手を輩出しており、3人目のプロ野球選手となった。

### 西武時代

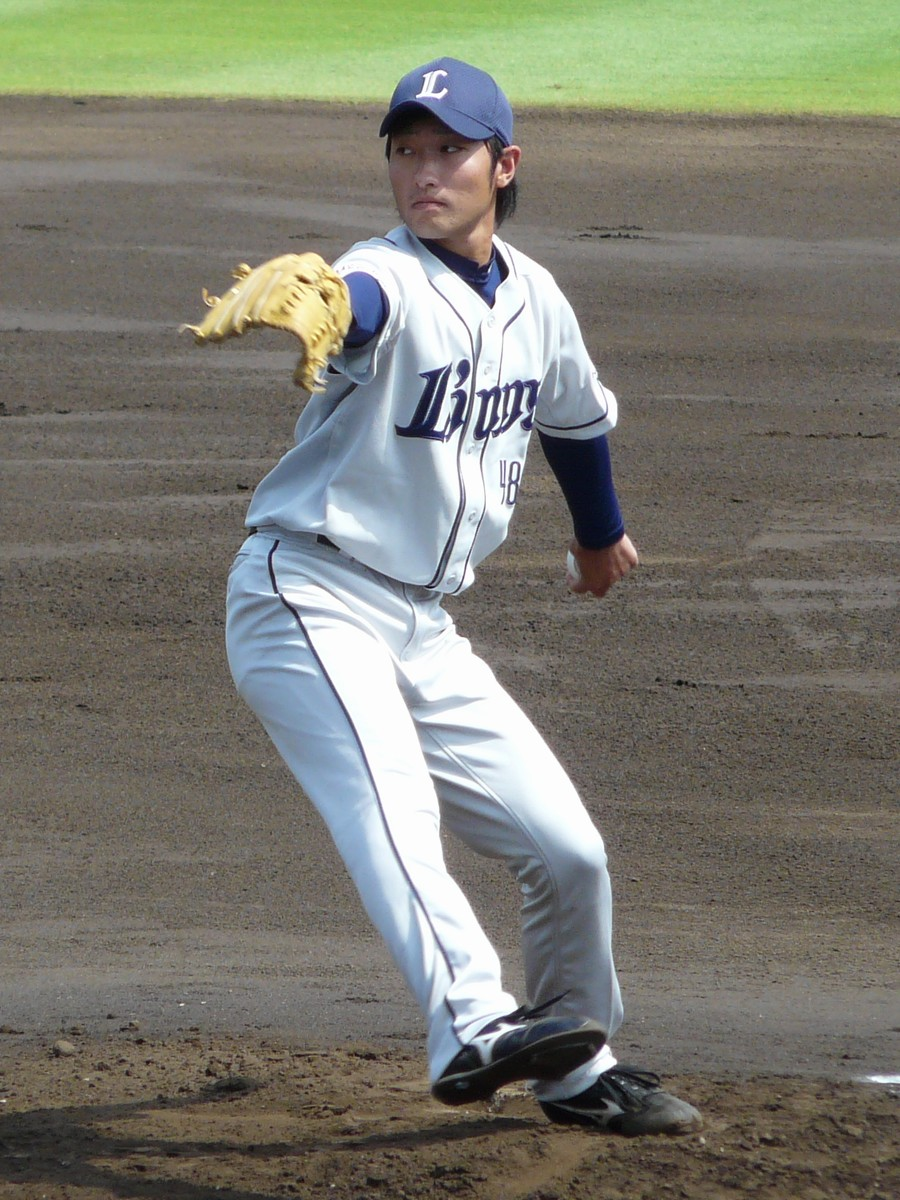
2009年

2008年、ルーキーイヤーでは一軍登板は無かったものの、イースタン・リーグで16試合に登板し、37回2/3を投げて防御率4.54という成績を残した。
2009年10月5日に初めて一軍に登録され、10月7日のシーズン最終戦となる北海道日本ハムファイターズ戦でプロ初登板。3回を投げ4安打3失点だった。
2010年6月20日の福岡ソフトバンクホークス戦でリードされている場面で2番手として登板。その後味方が逆転したことでプロ入り初勝利を挙げた。7月4日の千葉ロッテマリーンズ戦ではプロ初先発。投球しようとした際に転倒するアクシデントもあり（記録はボーク）、4回途中4失点で降板した。この年は一軍で9試合に登板し、防御率2.20を記録した。
2011年は2試合の一軍登板にとどまった。
2012年は初の開幕一軍入りを果たし、シーズン序盤は敗戦処理・ロングリリーフとして登板していた。4月29日のオリックス・バファローズ戦でプロ初ホールドを記録したものの継続して結果を残せず、一軍と二軍を行ったり来たりだった。涌井秀章の抑え転向、平野将光の不調などにより先発投手が手薄になり、7月12日のソフトバンク戦でプロ2度目となる一軍での先発マウンドを任される。8回一死の場面で長谷川勇也にヒットを打たれるまでノーヒットピッチングを展開し、通算2勝目・初の先発勝利を挙げた。しかし、8月12日に登録を抹消されると、9月19日に「左肘尺骨神経脱臼障害修復」の手術を受け、そのままシーズンを終えた。この年は14試合（4先発）に登板して1勝2敗2ホールド・防御率4.83という成績であった。
2013年は開幕を二軍で迎えた。4月9日に一軍登録され、7試合のリリーフ登板を無失点で抑えるも、5月9日に登録を抹消された。7月には先発として一軍登録されるも、2度目の先発となった7月15日の日本ハム戦では初回に2本の本塁打を打たれ、わずか1イニングで交代を告げられてしまった。その翌日に登録抹消されて以降は一軍へ昇格することができず、この年は9試合（2先発）の登板で1勝1敗1ホールド・防御率3.29という成績であった。
2014年は5月9日に一軍登録されると左の中継ぎとして一軍に定着し、左のワンポイントからロングリリーフまで様々な起用に応えた。この年は47試合（1先発）の登板で0勝1敗8ホールド・防御率3.70を記録。オフに750万円増となる推定年俸1600万円で契約を更改した。
2015年は自身初めて1年間を通して一軍に帯同。8月21日のロッテ戦では6点リードの9回表に登板した髙橋朋己が打者5人から一死も取れずに3点を失い緊急登板。最後は1点差まで詰め寄られたものの逃げ切り、プロ初セーブを挙げた。この年はリーグ2位の67試合に登板し、6勝1敗11ホールド1セーブ・防御率2.83を記録。オフに2250万円増となる推定年俸3850万円で契約を更改した。
2016年も1年間を通して一軍に帯同し、リーグ2位タイの64試合に登板。2年連続60試合以上登板を果たし、5勝3敗14ホールド・防御率3.54を記録。オフに1150万円増となる推定年俸5000万円で契約を更改した。
2017年も開幕から便利屋として起用されたが、9月6日に左肩の違和感により登録を抹消された。同23日に再登録されるも、その後の登板は3試合にとどまり、3年連続60試合以上登板とはならなかった。それでも、この年は58試合の登板で5勝2敗13ホールド・防御率3.14を記録し、オフに2000万円増となる推定年俸7000万円で契約を更改した。
2018年の春季キャンプでは野田昇吾、髙橋朋己、小石博孝、ルーキーの齊藤大将と中継ぎ左腕が豊富で、逆に佐野泰雄が前年の故障のリハビリで出遅れ、先発左腕が菊池雄星しかいない状況ということもあり先発転向に挑戦した。しかし、3月にトレードで先発左腕の榎田大樹を獲得した一方、中継ぎはルーキー齊藤と実績のある大石達也が不調で開幕二軍。さらには開幕一軍入りをした野田と新外国人のニール・ワグナーもオープン戦から不安定な投球が続いていたため、武隈は結局中継ぎで開幕を迎えた。平井克典、増田達至と共に勝ちパターンを期待された髙橋が開幕早々に長期離脱、平井と増田以外の中継ぎが不調だったこともあり、前年までの便利屋ではなく8回のセットアッパーを任され、失点を記録したのは4月18日の日本ハム戦のみという安定した投球を続けていた。しかし、他の中継ぎ投手の不調もあり、点差が開いていても肩をつくる場面が多く、過去4年で236登板の勤続疲労、前年終盤の肩の故障や春季キャンプでの不慣れな先発調整の影響もあり、5月26日の日本ハム戦で2失点を喫すると以降は打ち込まれる登板が続いた。本人は「シーズン中、肩肘に違和感も出た」と語っており、この年は35試合の登板にとどまり、防御率6.37と成績を大きく落とした。オフに650万円減となる推定年俸6350万円で契約を更改した。
2019年のキャンプ当初は中継ぎとしての調整をしていたが、前年2桁勝利を挙げた榎田が左肩の張りを訴え、新戦力の内海哲也が肉離れ、松本航が肺炎、と先発要員が相次いで戦線離脱したため3月から急遽先発へ転向。4月3日のロッテ戦で自身5年ぶりとなる先発のマウンドに上がり、先発としては7年ぶりとなる白星を挙げた。しかし、2度目の先発となった同10日の東北楽天ゴールデンイーグルス戦は試合開始前時点で気温2.6度と真冬並みの寒さの中、4回まで1失点に抑えるも5回に自滅し、5回途中5失点で敗戦投手となった。試合後には肩肘に炎症が起きてしまい、同12日に登録を抹消された。復帰後は中継ぎとして起用されたが、炎症を起こした肩肘に加えて、前年に痛めていた股関節の影響もあって本来の投球ができず、この年の一軍登板は10試合にとどまった。オフに1550万円減となる推定年俸4800万円で契約を更改した。
2020年は股関節の状態が悪く、わずか3試合の登板に終わった。オフに2600万円減となる推定年俸2200万円で契約を更改した。
2021年は開幕こそ二軍スタートとなったが、二軍戦7試合の登板で防御率0.00と結果を残し、4月9日にシーズン初昇格。左のワンポイントを中心に登板を重ね、9月は9試合の登板で月間奪三振率15.43（7イニング12奪三振）を記録し話題を呼ぶと、10月9日の楽天戦では6回表無死満塁から登板し、2奪三振を含むパーフェクトリリーフ、翌10日の同カードでも8回表一死一・三塁から登板し、1奪三振を含む好救援を見せた。この年は4月の昇格後はシーズン終了まで一軍に帯同し、4年ぶりに40試合以上登板を果たして復活を遂げた。さらに、キャリアハイとなる防御率1.76・WHIP1.01・被打率.168を記録し、チーム3位の46試合に登板した。オフに1000万円増となる推定年俸3200万円で契約を更改した。
2022年も開幕二軍スタートとなり、春季教育リーグで左肩を痛め、3月27日の二軍戦を最後に実戦登板から遠ざかった。9月15日の二軍戦で実戦復帰を果たし、1イニングを三者連続三振に打ちとっていたが、一軍のレギュラーシーズン最終戦となった10月2日の北海道日本ハムファイターズ戦（ベルーナドーム）の試合開始前、大型スクリーンの映像にてサプライズという形で現役引退を表明。「何球投げられるか分からない」と春先に痛めた左肩の状態が悪いことから、引退試合は行わずに試合前の引退セレモニアルピッチを行った。

### 現役引退後
引退後も西武球団に残り、球団本部ファーム・育成グループ付兼バイオメカニクス兼若獅子寮副寮長への就任が発表された。
2024年シーズンからは球団本部ハイパフォーマンスグループ付バイオメカニクス担当兼ファームコンディショニングチェック担当に就任、その役職名の長さが話題となった。

## 選手としての特徴
持ち球はスライダー・カーブ・チェンジアップの3球種。
ストレートは140km/h前後だが、弾道解析システム「トラックマン」による計測で、武隈の直球のバックスピン量が、パ・リーグではトップであることが明らかになった。
また、チェンジアップは松坂大輔の握りを石井貴から教わったものであり、武隈の代名詞でもある。ストレートと同じ腕の振りでありながら、球速は120km/h台とブレーキが効いており、打者の左右を問わずにカウント球としても決め球としても使えるのが特徴。対戦した柳田悠岐から「魔球」と称されている。
左のワンポイントとして起用されることも多いが、2021年シーズンは46試合の登板で右打者に1安打も許さず、契約更改では「根拠はないけど、右の方がいい。いろいろできるので後悔しない。左ではできることが限られているので」と右打者との対戦を好んでいることをカミングアウトした。

## 人物
愛称は「クマ」。
2017年シーズンからは炭谷銀仁朗が行っている難病と闘う子どもとその家族への支援活動に加わっている。

## 詳細情報

### 年度別投手成績
| 年 度      | 球 団      | 登 板 | 先 発 | 完 投 | 完 封 | 無 四 球 | 勝 利 | 敗 戦 | セ 丨 ブ | ホ 丨 ル ド | 勝 率 | 打 者 | 投 球 回 | 被 安 打 | 被 本 塁 打 | 与 四 球 | 敬 遠 | 与 死 球 | 奪 三 振 | 暴 投 | ボ 丨 ク | 失 点 | 自 責 点 | 防 御 率 | W H I P |
| ---------- | ---------- | ----- | ----- | ----- | ----- | -------- | ----- | ----- | -------- | ----------- | ----- | ----- | -------- | -------- | ----------- | -------- | ----- | -------- | -------- | ----- | -------- | ----- | -------- | -------- | ------- |
| 2009       | 西武       | 1     | 0     | 0     | 0     | 0        | 0     | 0     | 0        | 0           | ----  | 17    | 3.2      | 4        | 0           | 2        | 0     | 0        | 3        | 0     | 0        | 3     | 3        | 7.36     | 1.64    |
| 2010       | 西武       | 9     | 1     | 0     | 0     | 0        | 1     | 0     | 0        | 0           | 1.000 | 73    | 16.1     | 13       | 0           | 11       | 0     | 0        | 15       | 1     | 1        | 4     | 4        | 2.20     | 1.47    |
| 2011       | 西武       | 2     | 0     | 0     | 0     | 0        | 0     | 0     | 0        | 0           | ----  | 7     | 2.0      | 1        | 0           | 0        | 0     | 0        | 1        | 0     | 0        | 0     | 0        | 0.00     | 0.50    |
| 2012       | 西武       | 14    | 4     | 0     | 0     | 0        | 1     | 2     | 0        | 2           | .333  | 145   | 31.2     | 34       | 2           | 12       | 1     | 4        | 17       | 4     | 0        | 21    | 17       | 4.83     | 1.45    |
| 2013       | 西武       | 9     | 2     | 0     | 0     | 0        | 1     | 1     | 0        | 1           | .500  | 54    | 13.2     | 10       | 3           | 6        | 0     | 0        | 4        | 1     | 0        | 5     | 5        | 3.29     | 1.17    |
| 2014       | 西武       | 47    | 1     | 0     | 0     | 0        | 0     | 1     | 0        | 8           | .000  | 206   | 48.2     | 39       | 2           | 22       | 1     | 2        | 33       | 3     | 0        | 20    | 20       | 3.70     | 1.25    |
| 2015       | 西武       | 67    | 0     | 0     | 0     | 0        | 6     | 1     | 1        | 11          | .857  | 255   | 57.1     | 55       | 1           | 36       | 2     | 1        | 36       | 4     | 0        | 18    | 18       | 2.83     | 1.59    |
| 2016       | 西武       | 64    | 0     | 0     | 0     | 0        | 5     | 3     | 0        | 14          | .625  | 261   | 61.0     | 58       | 5           | 20       | 0     | 1        | 53       | 3     | 0        | 24    | 24       | 3.54     | 1.28    |
| 2017       | 西武       | 58    | 0     | 0     | 0     | 0        | 5     | 2     | 0        | 13          | .714  | 234   | 57.1     | 47       | 3           | 16       | 0     | 3        | 36       | 1     | 0        | 21    | 20       | 3.14     | 1.10    |
| 2018       | 西武       | 35    | 0     | 0     | 0     | 0        | 1     | 2     | 0        | 9           | .333  | 140   | 29.2     | 36       | 4           | 19       | 1     | 3        | 22       | 0     | 0        | 22    | 21       | 6.37     | 1.85    |
| 2019       | 西武       | 10    | 2     | 0     | 0     | 0        | 1     | 1     | 0        | 1           | .500  | 68    | 14.2     | 14       | 1           | 12       | 0     | 1        | 5        | 0     | 0        | 11    | 10       | 6.14     | 1.77    |
| 2020       | 西武       | 3     | 0     | 0     | 0     | 0        | 0     | 0     | 0        | 0           | ----  | 28    | 3.2      | 9        | 0           | 7        | 0     | 0        | 4        | 0     | 0        | 11    | 9        | 22.09    | 4.36    |
| 2021       | 西武       | 46    | 0     | 0     | 0     | 0        | 0     | 2     | 0        | 9           | .000  | 120   | 30.2     | 17       | 2           | 14       | 0     | 0        | 25       | 0     | 0        | 7     | 6        | 1.76     | 1.01    |
| 通算：13年 | 通算：13年 | 365   | 10    | 0     | 0     | 0        | 21    | 15    | 1        | 68          | .583  | 1608  | 370.1    | 337      | 23          | 177      | 5     | 15       | 254      | 17    | 1        | 167   | 157      | 3.82     | 1.39    |

### 年度別守備成績
| 年 度 | 球 団 | 投手  | 投手  | 投手  | 投手  | 投手  | 投手     |
| 年 度 | 球 団 | 試 合 | 刺 殺 | 補 殺 | 失 策 | 併 殺 | 守 備 率 |
| ----- | ----- | ----- | ----- | ----- | ----- | ----- | -------- |
| 2009  | 西武  | 1     | 0     | 1     | 0     | 0     | 1.000    |
| 2010  | 西武  | 9     | 1     | 2     | 0     | 0     | 1.000    |
| 2011  | 西武  | 2     | 0     | 0     | 0     | 0     | ----     |
| 2012  | 西武  | 9     | 0     | 4     | 0     | 0     | 1.000    |
| 2013  | 西武  | 9     | 0     | 4     | 0     | 0     | 1.000    |
| 2014  | 西武  | 47    | 4     | 5     | 0     | 0     | 1.000    |
| 2015  | 西武  | 67    | 0     | 13    | 0     | 1     | 1.000    |
| 2016  | 西武  | 64    | 2     | 11    | 0     | 0     | 1.000    |
| 2017  | 西武  | 58    | 0     | 11    | 0     | 0     | 1.000    |
| 2018  | 西武  | 35    | 1     | 6     | 0     | 1     | 1.000    |
| 2019  | 西武  | 10    | 1     | 5     | 0     | 2     | 1.000    |
| 2020  | 西武  | 3     | 0     | 1     | 0     | 0     | 1.000    |
| 2021  | 西武  | 46    | 0     | 7     | 0     | 2     | 1.000    |
| 通算  | 通算  | 365   | 9     | 70    | 0     | 6     | 1.000    |

### 記録
初記録
- 初登板：2009年10月7日、対北海道日本ハムファイターズ24回戦（札幌ドーム）、3回裏一死に2番手で救援登板、3回2/3を3失点
- 初奪三振：同上、4回裏に糸井嘉男から空振り三振
- 初勝利：2010年6月20日、対福岡ソフトバンクホークス12回戦（西武ドーム）、3回表二死に2番手で救援登板、2回1/3を無失点
- 初先発登板：2010年7月4日、対千葉ロッテマリーンズ12回戦（千葉マリンスタジアム）、3回2/3を2失点
- 初ホールド：2012年4月29日、対オリックス・バファローズ3回戦（京セラドーム大阪）、8回裏に4番手で救援登板、1回無失点
- 初先発勝利：2012年7月12日、対福岡ソフトバンクホークス12回戦（西武ドーム）、7回2/3を無失点
- 初セーブ：2015年8月21日、対千葉ロッテマリーンズ18回戦（西武プリンスドーム）、9回表無死に5番手で救援登板・完了、1回無失点

### 背番号
- 48（2008年 - 2022年）